# Parornix asiatica
Parornix asiatica là một loài bướm đêm thuộc họ Gracillariidae. Nó được tìm thấy ở Tajikistan và Turkmenistan.
Ấu trùng ăn Rosaceae species. Chúng có thể ăn lá nơi chúng làm tổ.